# Pangasius
Pangasius is een geslacht van straalvinnige vissen uit de familie van de reuzenmeervallen (Pangasiidae).

## Soorten
- Pangasius bocourti Sauvage, 1880
- Pangasius conchophilus Roberts & Vidthayanon, 1991
- Pangasius djambal Bleeker, 1846
- Pangasius elongatus Pouyaud, Gustiano & Teugels, 2002
- Pangasius humeralis Roberts, 1989
- Pangasius hypophthalmus Sauvage, 1879
- Pangasius kinabatanganensis Roberts & Vidthayanon, 1991
- Pangasius krempfi Fang & Chaux, 1949
- Pangasius kunyit Pouyaud, Teugels & Legendre, 1999
- Pangasius larnaudii Bocourt, 1866
- Pangasius lithostoma Roberts, 1989
- Pangasius macronema Bleeker, 1850
- Pangasius mahakamensis Pouyaud, Gustiano & Teugels, 2002
- Pangasius mekongensis Gustiano, Teugels & Pouyaud, 2003
- Pangasius micronemus (Bleeker, 1846)
- Pangasius myanmar Roberts & Vidthayanon, 1991
- Pangasius nasutus (Bleeker, 1863)
- Pangasius nieuwenhuisii (Popta, 1904)
- Pangasius pangasius (Hamilton, 1822)
- Pangasius polyuranodon Bleeker, 1852
- Pangasius rheophilus Pouyaud & Teugels, 2000
- Pangasius sabahensis Gustiano, Teugels & Pouyaud, 2003
- Pangasius sanitwongsei Smith, 1931